# قصر الشوق
قصر الشوق هي الجزء الثاني من ثلاثية نجيب محفوظ التي كانت سببا في حصوله علي جائزة نوبل في الأدب عام 1988م، نشرت عام 1957م.

## الاسم
سُمِّيت الرواية نسبة إلى منطقة قديمة في حي الجمالية سُمِّيت بـ«قصر الشوق» في نحو عصر شجر الدر، إذ كان فيها قصر تملكه «الملكة شوق». وكانت تحتوي المنطقة على آثار وكنوز بعضها أخذتها الحكومة، الحكومة وبعضها وجده أافراد واحتفظوا به. ومما يدل على أن المنطقة كانت قصراً تاريخياً هي أن بعض شوارعها مغلقة وبعضها عشوائية وأخرى منمّطة ومنسّقة.

## قصتها
تعرض حياة أسرة السيد أحمد عبد الجواد في منطقة الحسين بعد وفاة نجله فهمي في أحداث ثورة 1919 وينمو الابن الأصغر كمال ويرفض أن يدخل كلية الحقوق مفضلا المعلمين لشغفه بالآداب والعلوم والفلسفة وحبه واصدقاءه وكذلك يتعرض لحياة نجلتي السيد أحمد وأزواجهم وعلاقتهم ببعض وزواج ياسين وانتقاله إلى بيته الذي ورثه من أمه في قصر الشوق وتنتهي أحداث القصة بوفاة سعد زغلول.

## ملخص القصة

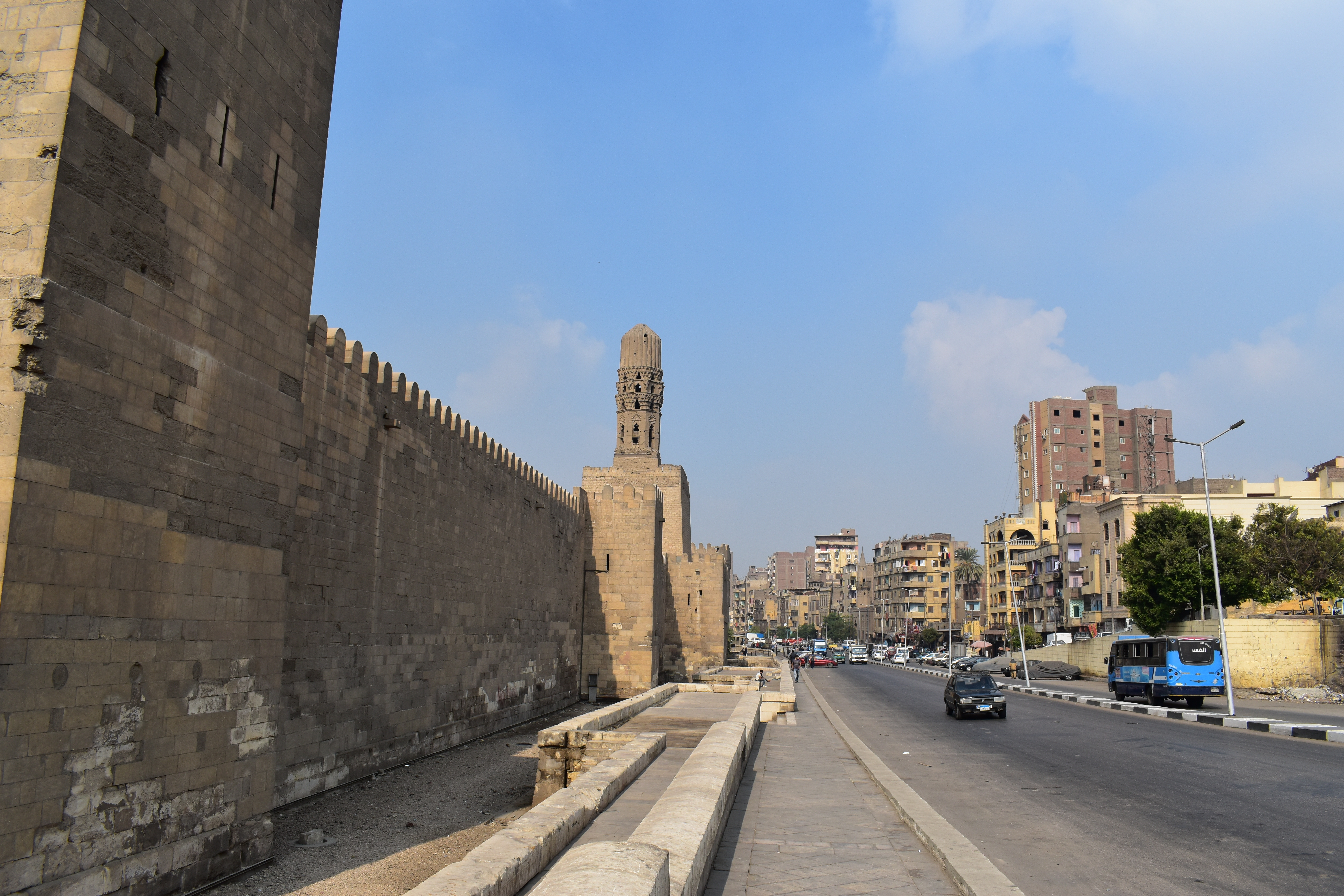
جانب من حي الجمالية في القاهرة، والذي تقع فيه منطقة "قصر الشوق".

تبدأ أحداث الرواية بعد مرور خمس سنوات على نهاية بين القصرين (وهي الجزء الأول في الثلاثية). تغيّر السيد «أحمد عبد الجواد» إثر موت ابنه الأكبر «فهمي» قبل تلك السنوات، إذ فقد جُلَّ اهتمامه -مؤقتاً على الأقل- بملذّات الحيات من سُكْر وعربدة، كما أنه غيّر أسلوبه في التعامل مع عائلاته فخفَّف من قبضته الحديدية عليهم ومنح زوجته وأولاده حرية واستقلالية. وكان وقع موت ابنهما أكبر في نفسه زوجته «أمينة»، إذ أصبح الحُزْن همَّها الشاغل، وأمست تشعر بأنها وحيدة (هي و«خديحة») في اهتمامهما بالميّت وبأن سائر أفراد عائلتها قد مضوا في شواغل حياتهم دون مبالاة.
يقع «ياسين» في حب جارته «مريم»، التي أراد الزواج منها أخوه المتوفّى «فهمي» (لولا أن والدهما منعه)، والتي طُلِّقَت من زوجها مؤخراً فعادت تسكن في بيت أمها الأرملة «بهيجة أم مريم». وأما «كمال» فقد أصبح له أصدقاء أثرياء من أهل حي العباسية الراقي، وأقربهم هو «حسين شدّاد» الذي تمتلك عائلته قصراً يدعو إليه «كمال» وصديقيه «حسن سليم» و«إسماعيل لطيف». وفي هذه الجلسات يلتقي «كمال» بالفتاة التي يقع في غرامها، وهي «عايدة شدّاد» (أخت صديقه المُقرَّب «حسين») التي تتساهل بالظهور أمام أصدقاء أخيها والمزاح معهم. وأما «خديجة» و«عائشة» فقد أنجبا أولاداً («أحمد» و«عبد المنعم» لخديجة، و«محمد» و«نعيمة» و«عثمان» لعائشة)، وتستقلّ «خديجة» بمطبخها وسطح بيتها عن حماتها «أم شوكت» بسبب مشاجراتهما المستمرّة، وأما «عائشة» فتعيشُ بسلامٍ معهم في البيت نفسه.

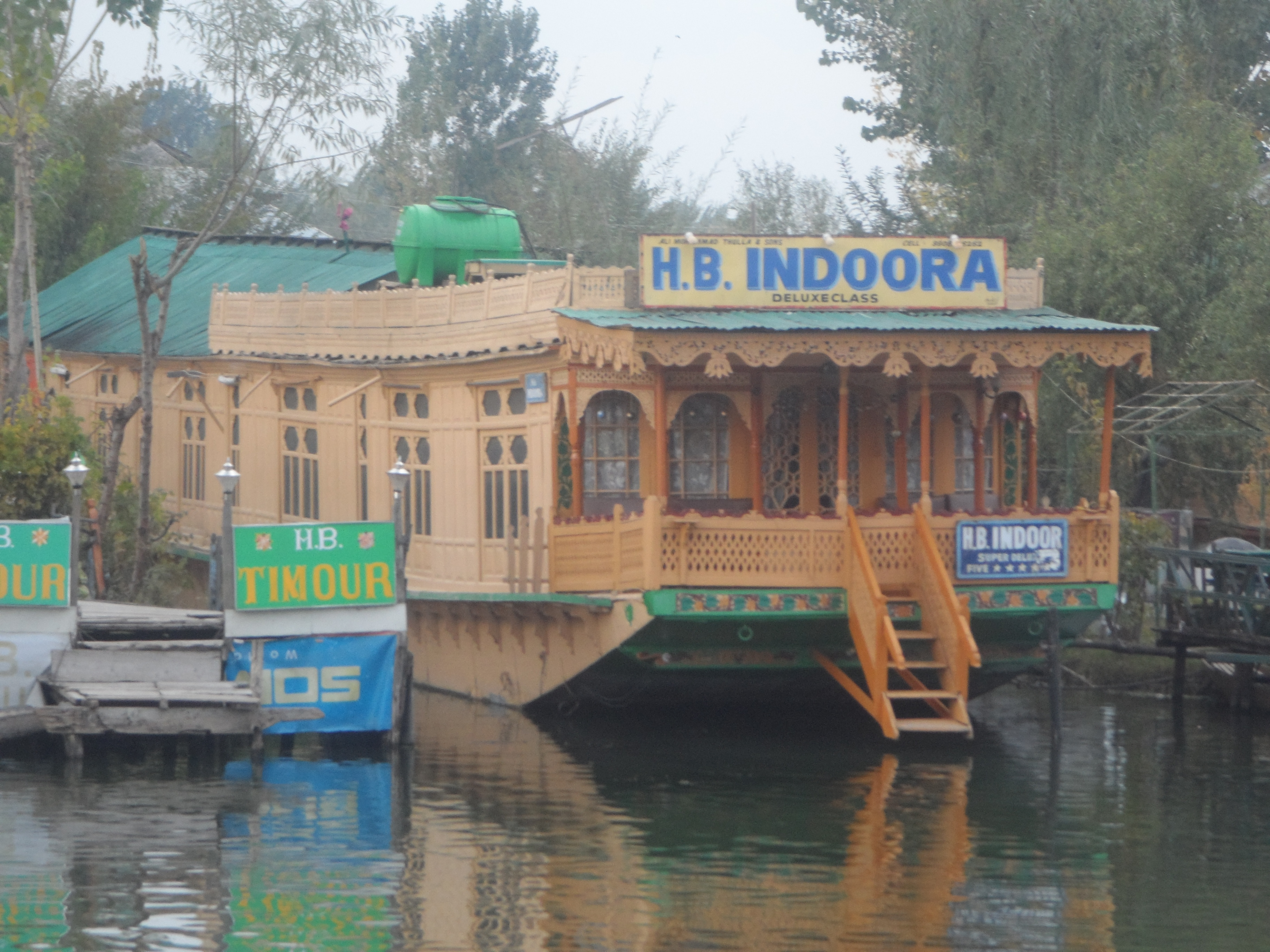
مثال من الهند على البيوت العائمة أو "العوامات"، والتي كانت تكثرُ على نهر النيل في الأزمنة الماضية، والتي يتردد السيد أحمد عبد الجواد على إحداها للسهر مع أصحابه.

يوافق السيد «أحمد عبد الجواد» على الخروج مع أصدقائه القدامى "محمد عفّت" و"علي عبد الرحيم" و"إبراهيم الفار" إلى عوَّامة على النيل مع العالمتين "جليلة و«زبيدة»، وهي أول سهرة للعربدة ينضم إليها منذ وفاة ابنه «فهمي». ويزعم السيّد أنه لن يقرب النساء، لكنه يرى العوَّادة «زنّوبة» فيذهل لشبابها وجمالها مقارنةً بالعالمتين المسنَّتين، إلا أنه ترفض إغراءاته، وتشترط عليه أن يستأجر لها سكناً في عوامة على النيل قبل أن ترتكب معه المحرّمات، ويوافق السيد على تحمُّل هذه النفقات الجسيمة مكرهاً.
يسعى «ياسين» إلى موافقة والديه على تقدّمه ليد «مريم»، فيعطيها والده على مضض وامتعاض، وأما والدته فتتّهمه بالإساءة لذكرى أخيه «فهمي» (والذي أحبَّ «مريم»، لكنها لم تُخْلِص إليه بسبب فضيحتها مع الجندي الإنكليزي «جليون»)، ولهذا يعزم «ياسين» على الانتقال من بيت والده (وهو ما لا يتماشى مع أعراف المجتمع آنذاك) والسكنى مع «مريم» في البيت الذي ورثه عن والدته بمنطقة «قصر الشوق». وتتزوج أمها «بهيجة» من «بيومي الشربتلي»، لكنها سرعان ما تتوفَّى من المرض بعد أسابيع.
يحين ميعاد دخول «كمال» إلى مدرسة تُحدِّد مهنته، فيختار مدرسة المُعلِّمين بسببه ميله نحو الأدب ورغبته بأن يغدو كاتباً، ورغم سُخْط أبيه من اختياره لأنها دراسةٌ لا تدرّ مالاً ولا سمعةً. وتكثر رؤيته لمعشوقته «عايدة»، فيخرج مع أخيها ومعها ذات يوم إلى أهرامات الجيزة، ويقابلها على انفراد في الحديقة ذات يوم، فيراهما «حسن سليم» سراً ويخبر «كمال» على انفراد بأن «عايدة» تُحبِّه (أي: تُحبّ «حسن»)، ويخبره بتعالٍ أن عليه الابتعاد عنها. يأبى «كمال» أن يًصدِّقه، لكن «عايدة» تختفي تماماً من حياته وتتوقَّف عن مقابلته لثلاثة شهور، ويتبعها ذات يومٍ خلسةً بعد خروجها من بيتها ليواجهها بهذا الأمر ويعترف لها بحبّه، فيتبيَّن أنها كانت غاضبةً منه لأن «حسن» قد أوقع بينه وبينها بالكذب والتحايل، ولكنها لا تعود إلى رؤيته، إذ يعلن عن عقد قرانها على «حسن» بعد ذلك بأيام، ثم يتزوَّجان وينتقلان للحياة في بروكسل، وينتقل «حسين» إلى باريس بعد سفرهما بأسابيع، فيبقى «كمال» وحيداً حزيناً.

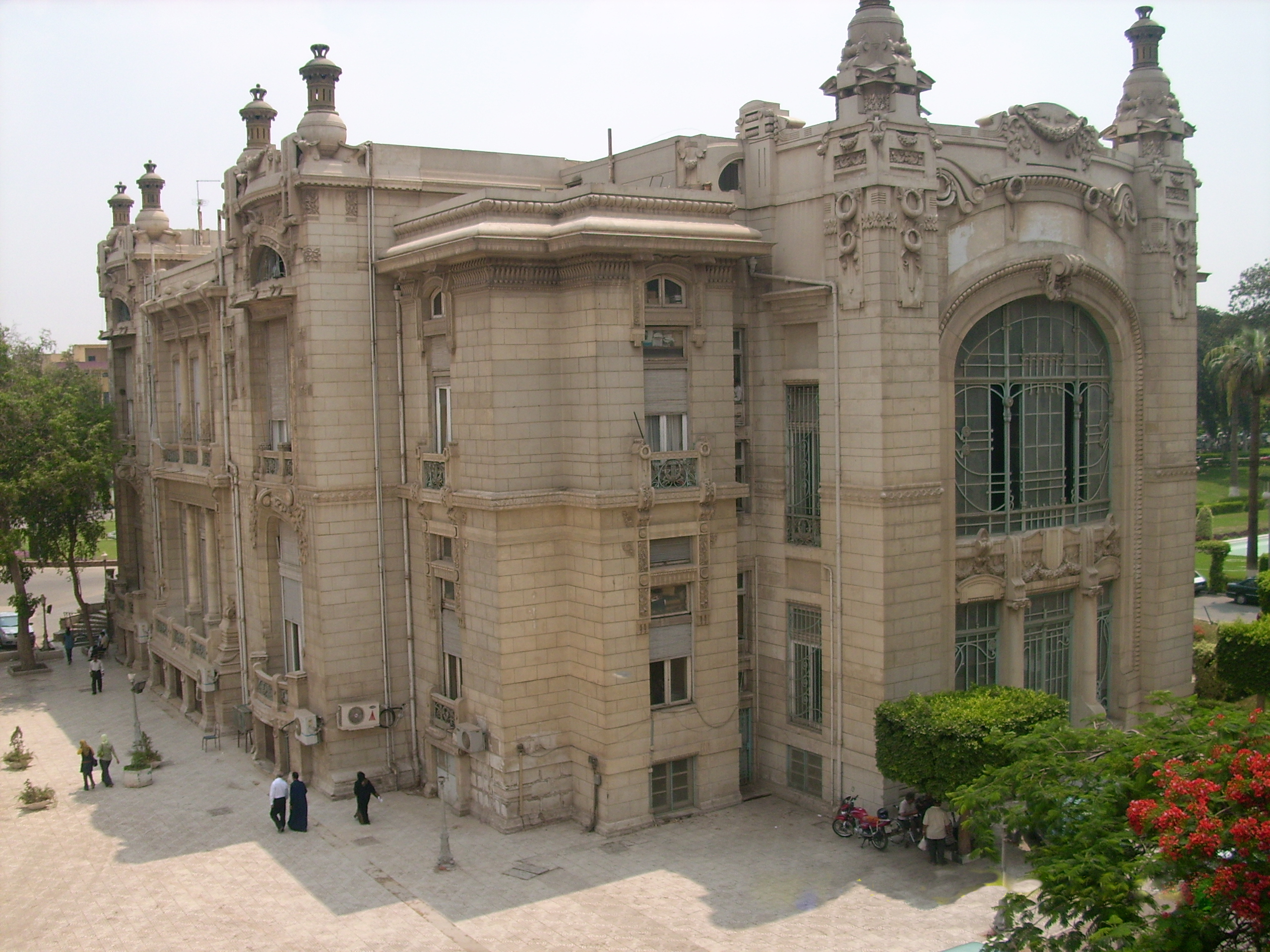
قصر الزعفران في حي العباسية، وهي المنطقة التي يقع فيها قصر "آل شدَّاد" (ومنهم "حسين" صديق كمال المُقرَّب و"عايدة" التي يقع في غرامها).

تصل الخلافات بين «خديحة» وحماتها ذروتها بسبب خلافٍ متواضعٍ عن طبق الشركسية (لأن الحماة تزعم أن «زينب» مُطلَّقة «ياسين» هي من علَّمتهم طهيها، فتتّهمها «خديجة» بالكذب). وتفضح «أم إبراهيم شوكت» هذه الخلافات -وقتئذٍ- أمام السيد «أحمد عبد الجواد»، ويهال السيد ما يسمعه من سوء تصرّف ابنته مع حماتها، فيجبر «خديحة» على أن تطلب السماح منها وأن تناديها «نينة». وتعتبر «خديجة» هذا الاعتذار قمة الذلّ والمهانة، وتطالب أختها تشهد «عائشة» لصالحها في الخلاف لكن «عائشة» ترفض التدخّل، مما يؤدِّي إلى شقاقٍ بين الأختين.
يلتقي «ياسين» ذات يوم في الشارع بـ«زنوبة»، فيصطحبها إلى بيته وتكتشفهما زوجته «مريم» وهو على وشك الدخول على «زنّوبة»، فيثار جنونها وتفضحه أمام الجيران، ويضطرُّ «ياسين» إلى تطليقها. ويوافق «ياسين» على الزواج من «زنوبة» بعد هذا الحدث، لأنها ترفض أن يدخل عليها قائلةً أنها تريد اعتزال حياة العوَّادة وأن تتَّخذ لها زوجاً تستقرّ معه، وتتركُ -لهذا السبب- السيد «أحمد عبد الجواد»، والذي تطلبُ منه -كذلك- الزواج فيأبى ويشعر بالتحرُّر من سطوتها، رغم ما يصيبه من إحراج عظيمٍ حينما يعرف بأن ابنه قد تزوجها مكانه. وتزدري «ياسين» عائلته كلّها بسبب الفضيحة التي سبَّبها لهم بزواجه من عوَّادة.
ينشر «كمال» في إحدى الصحف مقالة عنوانها «أصل الإنسان» تتحدث عن نظرية التطور لتشارلز دارون، وينتشر خبر المقالة بين أصدقاء أبيه، فيستدعي السيد «أحمد عبد الجواد» ابنه ليُلقِّنه أن النظرية تخالف دين الإسلام، وأن عليه تصحيح أفكاره ومعتقداته، لكنه لا يدري أن «كمال» -في نفسه- ألحد إلحاداً كاملاً. ويدخل «كمال» عالم الشرب والخمر برفقة صديقه «إسماعيل»، ثم يتردَّد على بيوت الدعارة في القاهرة إلى ساقطة اسمها «وردة»، ويلتقي هناك ذات يوم بـ«ياسين»، فيكتشف «ياسين» مجون أخيه، وأما «كمال» فيعرف للمرة الأولى أن أخاه «ياسين» وأباه «أحمد عبد الجواد» موغلان في هذه الحياة منذ سنين.
يرجع السيد «أحمد عبد الجواد» إلى الخروج في سهراته مع أصدقائه ومع العالمتين «زبيدة» و«جليلة»، لكنه يُصَاب في تلك الليلة بنوبةٍ بسبب ارتفاع ضغط الدم عنده، فيُقرِّر التوبة إلى الله واعتزال حياة الشرب والمجون. ويسترجع السيد عافيته، لكن سرعان ما ينتشر المرض في بيت ابنتيه بـ«السكرية»، إذ يُصَاب الولدان «محمد» و«عثمان» ووالدهما «خليل» (أي زوج «عائشة» وابناها) بحمى التيفوئيد، ويصل الخبر بأنهم -ثلاثتهم- في سكرات الموت، ويصل -في الوقت نفسه- خبرٌ بوفاة السيد سعد زغلول، وبنهاية الثورة على الإنكليز بوفاته. وتنتهي الرواية في هذه اللحظة دون اتضاح مصير عائلة «عائشة»، وتُؤرَّخ نهايتها -بسبب وفاة سعد- بتاريخ 22 أغسطس 1927 في الحياة الحقيقية.

## الشخصيات
- السيد أحمد عبد الجواد: تاجر في منتصف العقد الخامس من العمر، له خمسة أبناء أكبرهم من زواج سابق، وأوسطهم استشهد في أحداث ثورة يوليو عام 1919، وكان هذا الابن من الشخصيات الرئيسية في الجزء الأول (بين القصرين). والسيد أحمد صاحب شخصيتين: في البيت هو الزوج والأب الصارم، صاحب الهيبة والنفوذ، والمحافظ على أداء الصلوات. ومع أصدقائه هو الصديق المرح، الذي يسهر كل ليلة مع أصدقائه الثلاثة، مع الخمر والمومسات والعود والطرب. وإن كان قد ترك هذه العادة خمس سنوات حزنا على فقد ابنه، فإن أصدقاءه شجعوه على العودة إليها فاستجاب لهم.
- السيدة أمينة: زوجة السيد أحمد عبد الجواد، تتسم بكل صفات ربة البيت في ذلك الزمان: الجهل، الخوف من العفاريت، الطاعة العمياء للزوج واعتباره سيدها وعدم الجرأة على مواجهته بأخطائه أو حتى مجرد نصحه. وهي في الجانب الآخر تحمل كل الصفات الجميلة للأم من طيبة وحنان ورعاية لشؤون المنزل.
- ياسين: هو الابن الأكبر للسيد أحمد..شاب في نهاية العشرينيات، شهواني بكل ما في الكلمة من معنى ولا يعرف في حياته سوى الخمر والنساء.ورث عن أمه بيتا في (قصر الشوق)، الحي الذي يحمل هذا الجزء من الثلاثية اسمه. تزوج ياسين في المرة الأولى من ابنة صديق والده (زينب) وأنجبا طفلهما (رضوان)، لكنهما انفصلا بسبب نزوات ياسين التي لم يتب عنها حتى بعد الزواج. في المرة الثانية تزوج (مريم)، ولم يكن لهذا الزواج من داع سوى أنه رغب فيها فتمنعت وأبت عليه إلا الطريق الحلال. لكنه ينفصل عنها لنفس السبب السابق. ثم يتزوج (زنوبة) وتحمل منه بسرعة، ونشهد خبر إنجابها في نهاية هذا الجزء من الرواية.
- خديجة: هي ابنة السيد أحمد..متزوجة من إبراهيم شوكت ولديها طفلان. ربة بيت مثالية إلى حد الهوس بالنظافة، وهي إلى جانب ذلك حادة الطبع مع زوجها وحتى حماتها.
- عائشة: الابنة الثانية للسيد أحمد..متزوجة من خليل شوكت أي أنها وأختها زوجتان لأخين، عكس أختها في كل شيء، جميلة جدا، كسولة جدا، ومسالمة جدا مع زوجها وحماتها، ولديها ثلاثة أطفال.
- كمال: ربما لا أبالغ إذا اعتبرت أن كمال هو البطل الحقيقي لرواية (قصر الشوق)، فمنذ بداية الرواية نشهد التحضير للاحتفال بنجاح كمال في البكالوريا، ثم نقاشه لوالده حول الكُلّيّة (في ذلك الزمان كانت تسمى مدرسة) التي ينوي دخولها، ونشهد العديد والعديد من جلساته مع أصدقائه: حسين شداد وحسن سليم وإسماعيل، المختلفين عنه في كل شيء.. فكرا ومبادئ وطبقة ومستوى ماديا. ونشهد أيضا وقوعه في غرام شقيقة حسين (عايدة)، ثم خطبة عايدة إلى حسن وزواجهما بعدها بأشهر. ثم نشهد في النهاية تحولا جذريا في فكر كمال ومبادئه.